# Альба, Карлос Мария Фитц-Джеймс Стюарт
Дон Карлос Мария Фитц-Джеймс Стюарт и Палафокс (исп. Carlos María Fitz-James Stuart y Palafox; 4 декабря 1849 — 15 октября 1901) — испанский аристократ, гранд и дипломат, 16-й герцог Альба (1881—1901), также 9-й герцог де Лириа-и-Херика, 9-й герцог Бервик и 14-й герцог де Уэскар.

## Биография
Родился в Мадриде, единственный сын Хакобо Фитц-Джеймса Стюарта и Вентимилья (1821—1881), 15-го герцога Альба (1835—1881). Его матерью была Мария Франсиска де Палафокс и Портокарреро де Гусман и Киркпатрик (1825—1860), дочь Киприано Палафокса и Портокарреро (1784—1839), графа де Тебо и де Монтихо, и Марии Монуэлы Киркпатрик (1794—1879). Его родной тётей была Евгения де Монтихо (1826—1920), последняя императрица Франции и супруга Наполеона III.
При жизни своего отца Карлос Мария носил титул герцога де Уэскара. Учился в университете Саламанки, как и его отец, и в Военной школе в Париже.
Посол Испании в Бельгии (1872—1878) и России (до 1885 года). С 1887 по 1894 год — великий казначей Испании и дипломатический представитель в Стамбуле.
Герцог Альба также был сенатором Испанского королевства, камергером королевы Марии Кристины Австрийской, супруги Альфонсо XII.
Был назначен новым послом Испании в США, но скончался в возрасте 51-го года от рака на борту яхты Томаса Липтона.
16 сентября 1860 года после смерти своей матери он унаследовал почти все её титулы: граф Миранда-дель-Кастаньяр, герцог Пеньяранда-де-Дуэро, маркиз Вальдеррабано и граф де Монтихо, кроме титулов маркиза де Баньеса и виконта де Паласиос-де-ла-Вальдуэрна.
10 июля 1881 года после смерти своего отца Карлос Мария стал герцогом Альба и остальных многочисленных титулов, принадлежавших главе дома Альба. Только титул герцоги де Калистео перешёл к его младшей сестре Марии де ла Асунсьон Розалии, жене Хосе Месиа Пандо, мэра Мадрида и 4-го герцога де Тамамес.
Будучи потомком Джеймса Фитцджеймса, 1-го герцога Бервика, внебрачного сына короля Англии Якова II Стюарта, Карлос Мария Фитц-Джеймс также носил титул герцога Бервика, графа Тинмаута и виконта Босворта. Во время нахождения в замке Балморал и встреч с королевой Великобритании Викторией Карлос Мария Фитц-Джеймс носил титул герцога Бервика.

## Семья и дети
10 декабря 1877 года в Мадриде он женился на Марии дель Росарио Фалько и Осорио (1854—1904), 22-й графине де Сируэла, дочери Мануэля Паскуаля Луиса Карлоса Феликса Фортунато Фалько, 14-го маркиза Алмоназира, и Марии дель Пилар, 3-й герцогине Фернан Нуньес. У них было трое детей:
- Хакобо Фитц-Джеймс Стюарт и Фалько (17 октября 1878 — 24 сентября 1953), 17-й герцог Альба (1901—1953)
- Евгения Соль Мария дель Пилар Фитц-Джеймс Стюарт и Фалько (8 января 1880 — 4 марта 1962), жена с 1906 года Хуана Мануэля Митьянс и Манканедо (1865—1929), 2-го герцога де Сантония, и придворная дама королевы Испании Виктории Евгении, жены Альфонсо XIII
- Эрнандо Карлос Мария Тереза Фитц-Джеймс Стюарт и Фалько (3 ноября 1882 — 7 ноября 1936), 14-й герцог Пеньяранда-де-Дуэро.